# حمام عزت
حمام عزت مربوط به دوره پهلوی است و در تربت جام، خیابان قاضی زاده، چهارراه میرقوام الدین، اوائل کوچه مخابرات واقع شده و این اثر در تاریخ ۱۲ بهمن ۱۳۸۱ با شمارهٔ ثبت ۷۲۲۳ به‌عنوان یکی از آثار ملی ایران به ثبت رسیده است.